# Гапеенко, Сергей
Сергей Гапеенко (5 апреля 1966, Рига — неизвестно) — советский хоккеист, нападающий.

## Биография
Воспитанник рижского «Динамо». Играл во второй советской лиге за «Латвияс Берзс» (1982/83 — 1984/85) и в высшей лиге за «Динамо» (1984/85 — 1986/87).
Победитель чемпионата мира среди молодёжных команд 1986.
Был дисквалифицирован, отчислен из команды. Работал на РЭЗе, в ресторане. Погиб в возрасте 24 лет. По словам Олега Камашева, «сперва нашли его сгоревший автомобиль, а через несколько лет скелет».